# Gloriette
 (mars 2023).
Si vous disposez d'ouvrages ou d'articles de référence ou si vous connaissez des sites web de qualité traitant du thème abordé ici, merci de compléter l'article en donnant les références utiles à sa vérifiabilité et en les liant à la section « Notes et références ».
Pour les articles homonymes, voir Gloriette (homonymie).

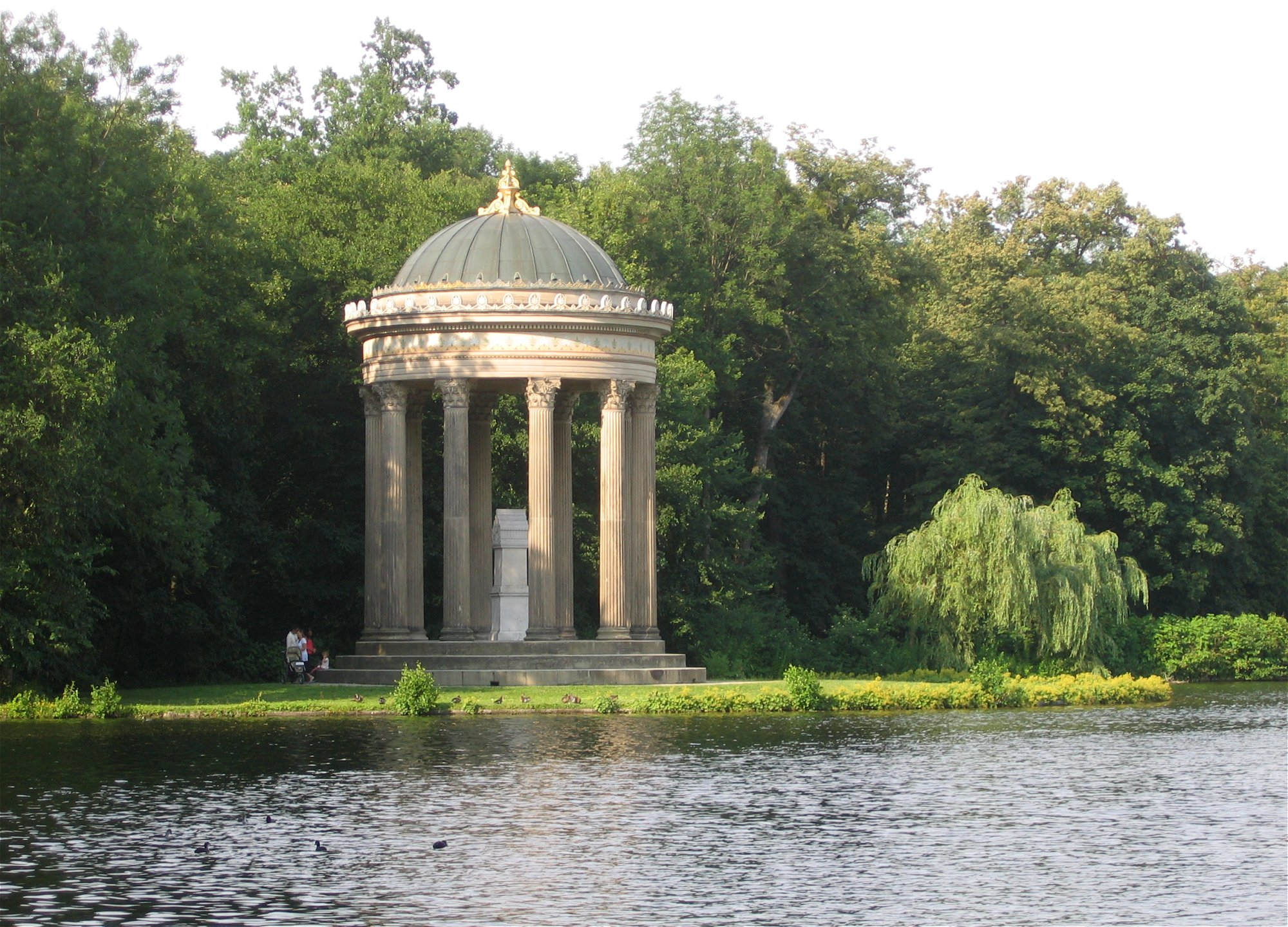
Gloriette nommée « le Temple d'Apollon » dans le parc de Nymphenbourg, à Munich (Allemagne).

Gloriette, mot provenant de « gloire », désigne au XIIe siècle une petite chambre et, à partir de la Renaissance, un pavillon ou un temple à l'antique, situé dans le parc du château, comme lieu propice au repos et à la poésie. L'époque baroque multiplie les fabriques dans ses parcs.
La gloriette du château de Schönbrunn, en Autriche, s'apparente davantage à un pavillon de plaisance par ses dimensions.

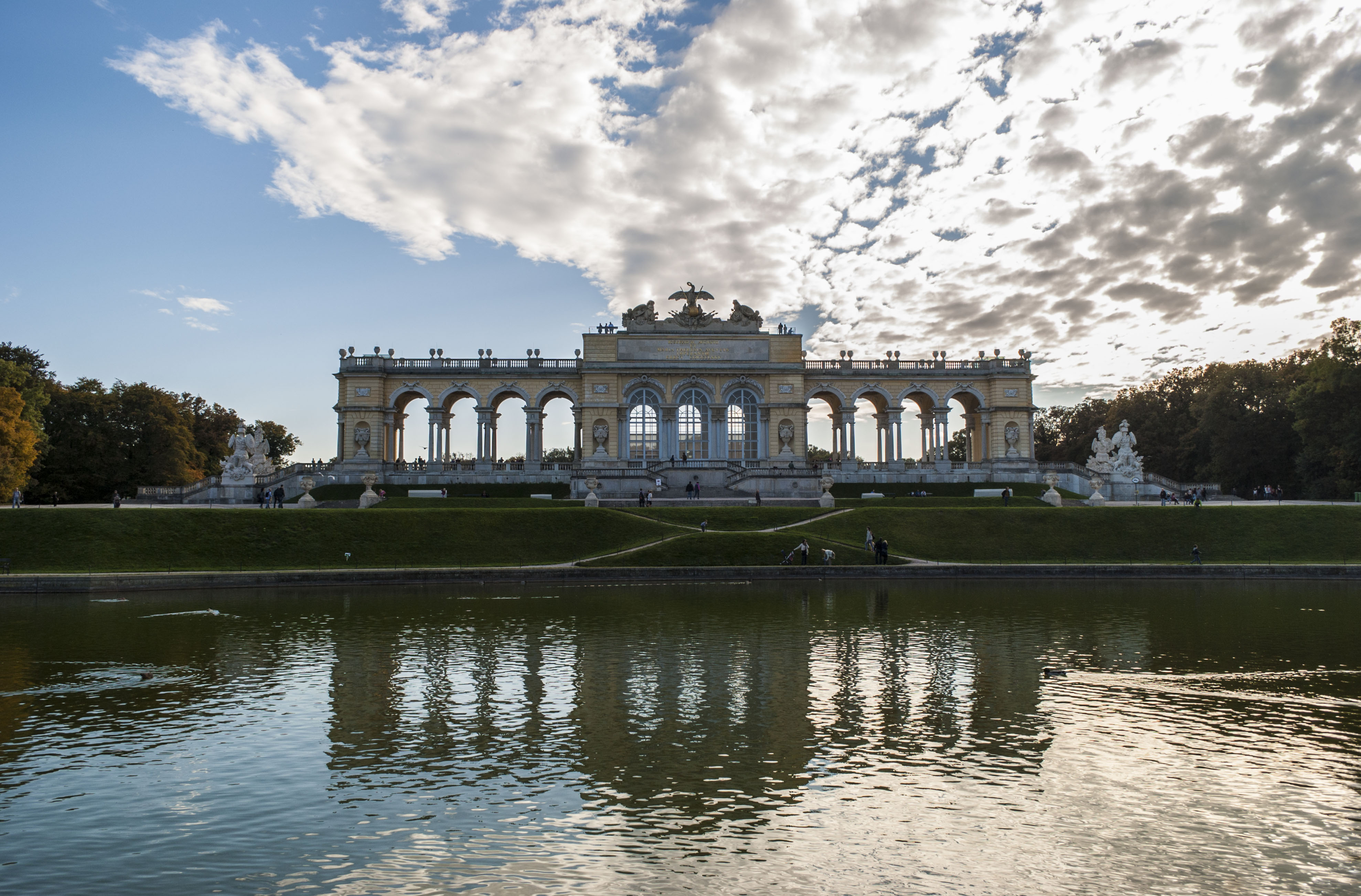
La gloriette du château de Schönbrunn (Autriche).

Le XVIIIe siècle et l'époque néoclassique met à la mode les temples à l'antique souvent dédiés aux muses, à Vénus ou Apollon, dans le courant du romantisme et des poésies élégiaques qu'il fait naître. Elle sert parfois de belvédère pour admirer la beauté de la nature.
Dans les pays de culture anglo-saxonne, on appelle les gloriettes circulaires serties de colonnes un monopteros.

## Aujourd'hui
Ce terme désigne, de nos jours, aussi bien un petit pavillon de jardin qu’une grande cage à oiseaux. Les deux objets ont la même forme. La gloriette est souvent en fer forgé et, rarement, en bois.
Au jardin du prieuré d'Orsan, à Maisonnais, dans le département du Cher, de nombreuses gloriettes en bois ornent et ombragent les allées. Les plantes grimpantes sont souvent associées à ce type de construction.

## Galerie

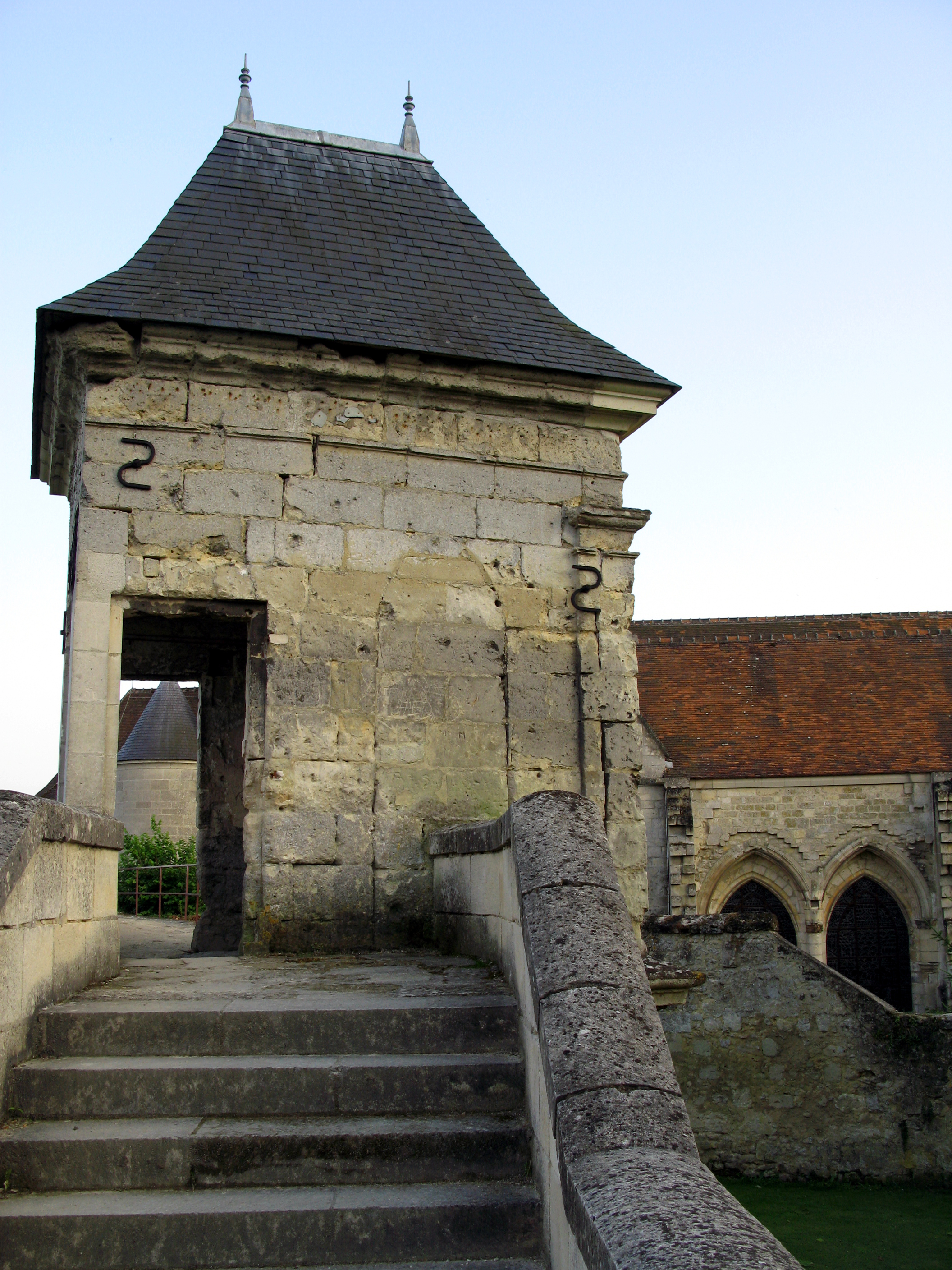
Gloriette des remparts de Coucy.
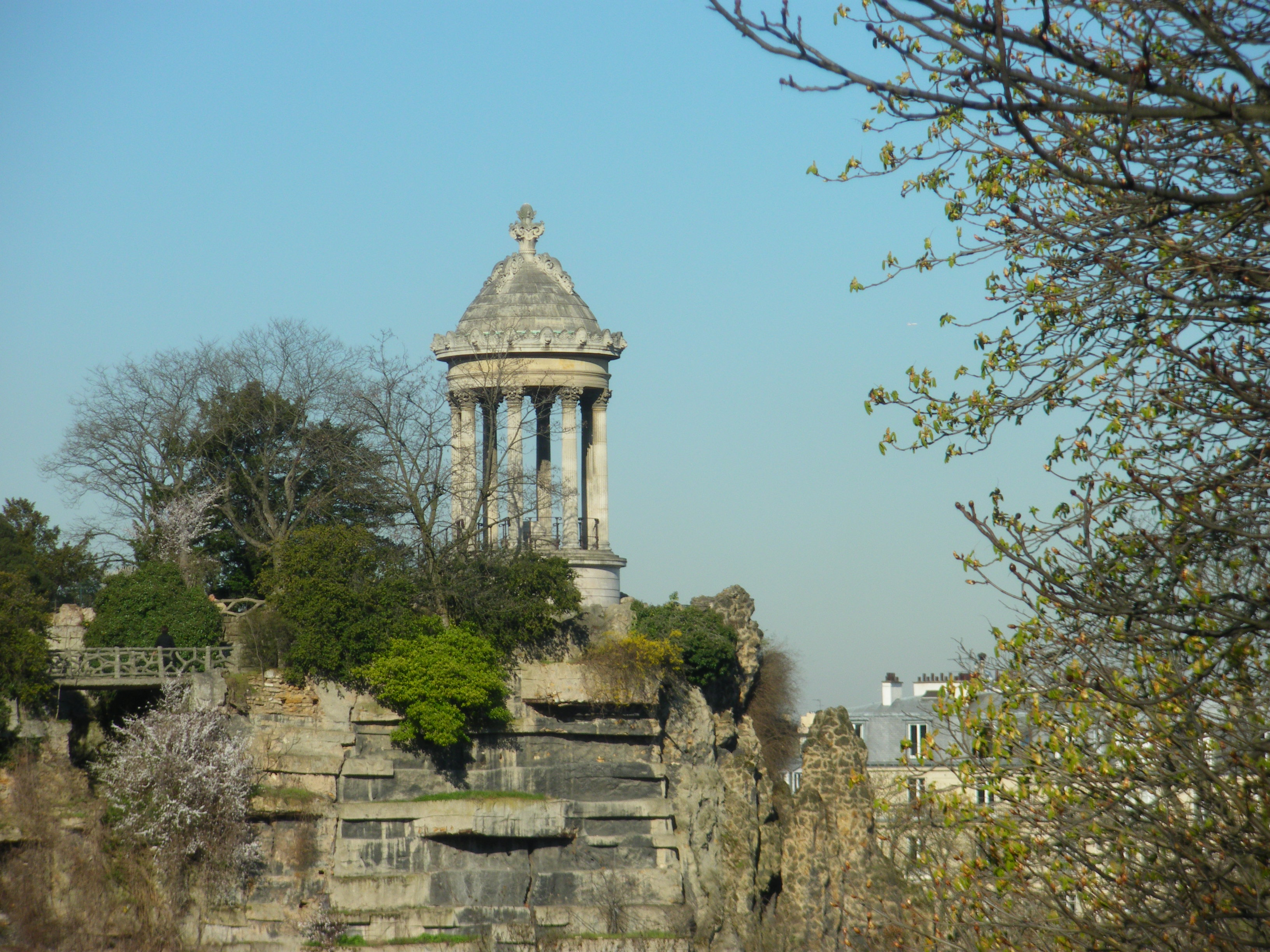
Gloriette des Buttes-Chaumont à Paris servant de belvédère.
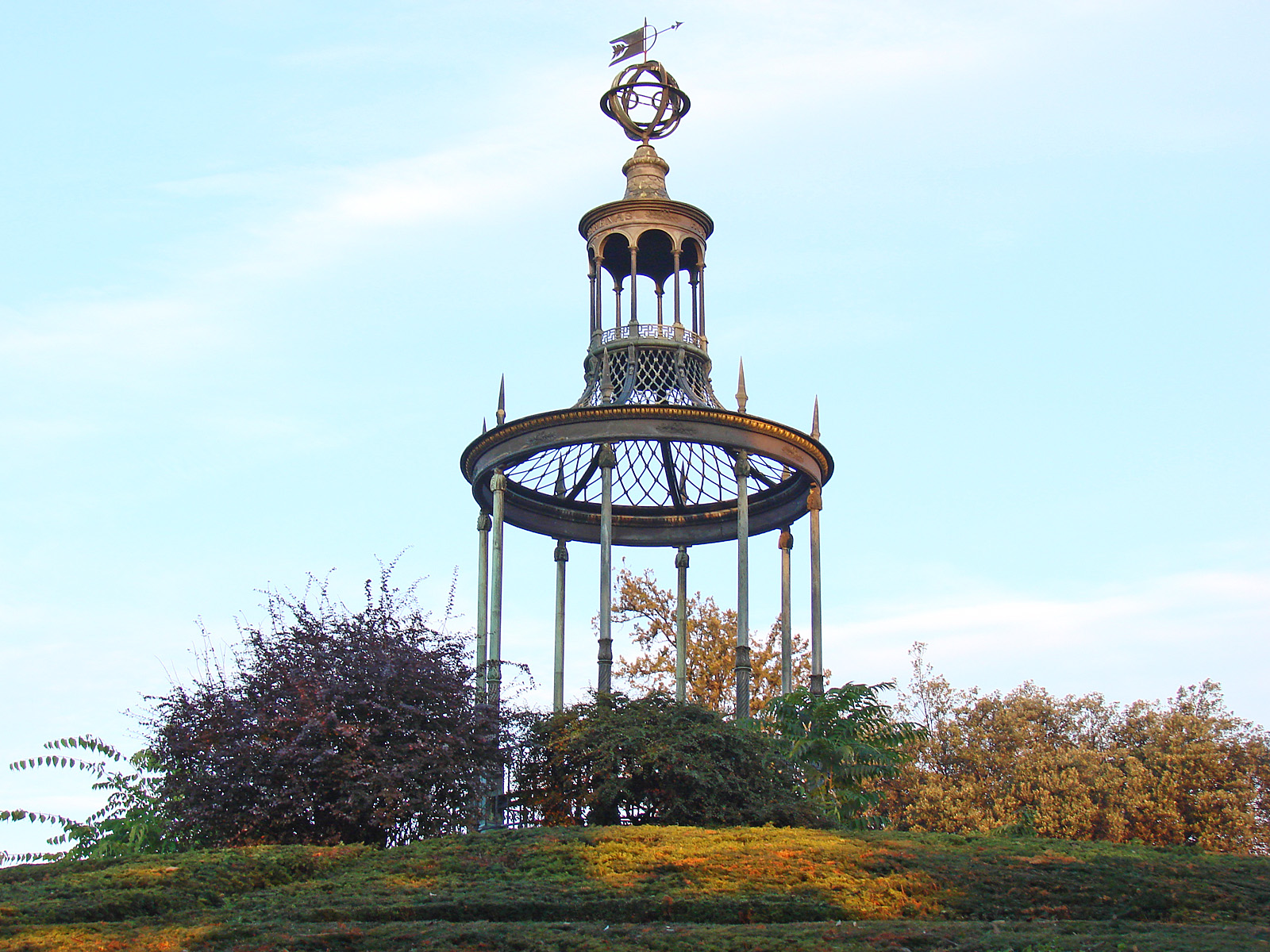
Gloriette métallique du XVIIIe siècle, au jardin des Plantes, à Paris.
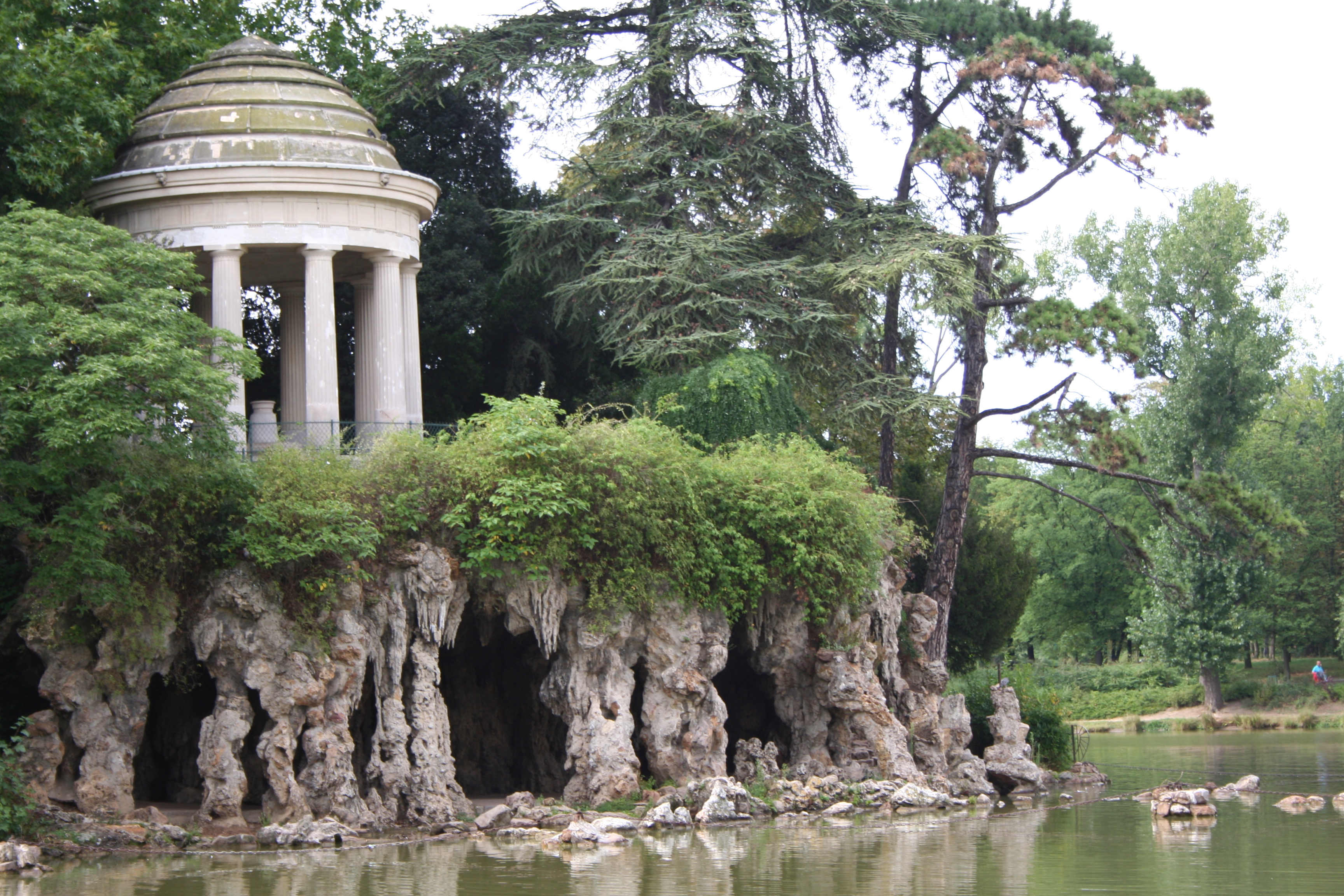
Gloriette de l'île de Reuilly construite en 1860 par Gabriel Davioud, sur le lac Daumesnil, au bois de Vincennes, à Paris.
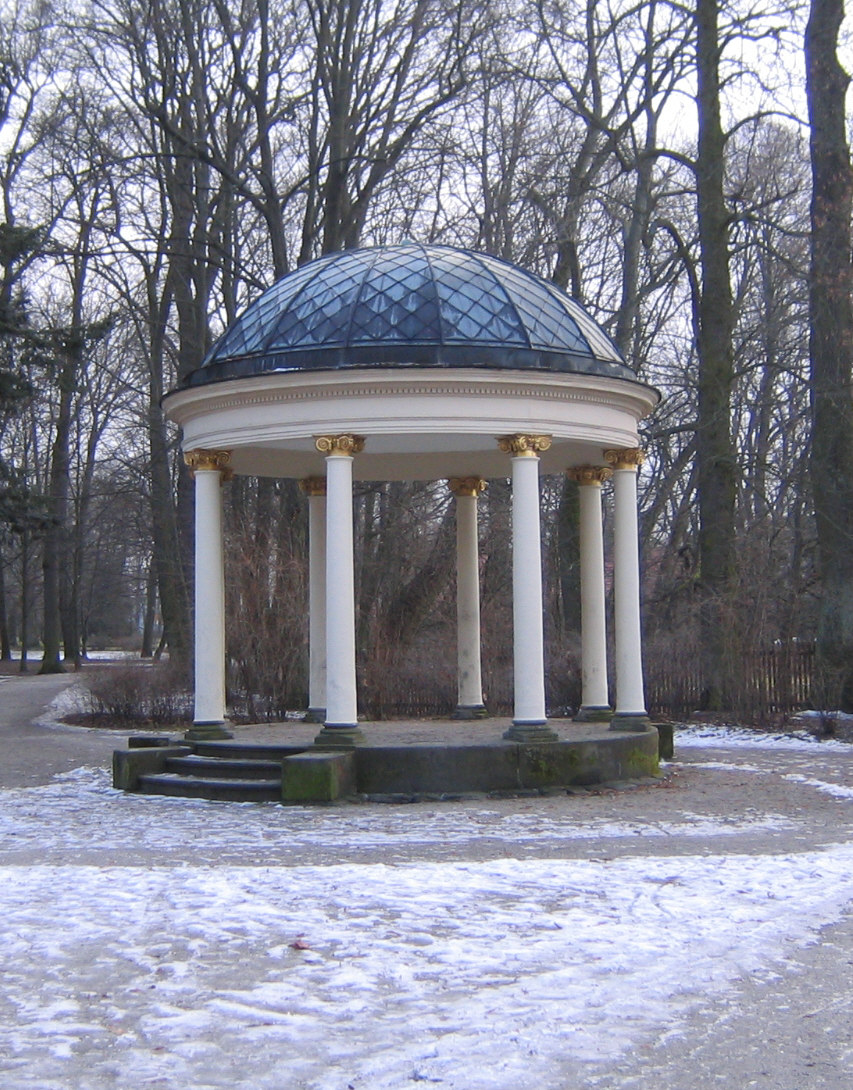
Le Monopteros du parc du nouveau château de Bayreuth (1765).
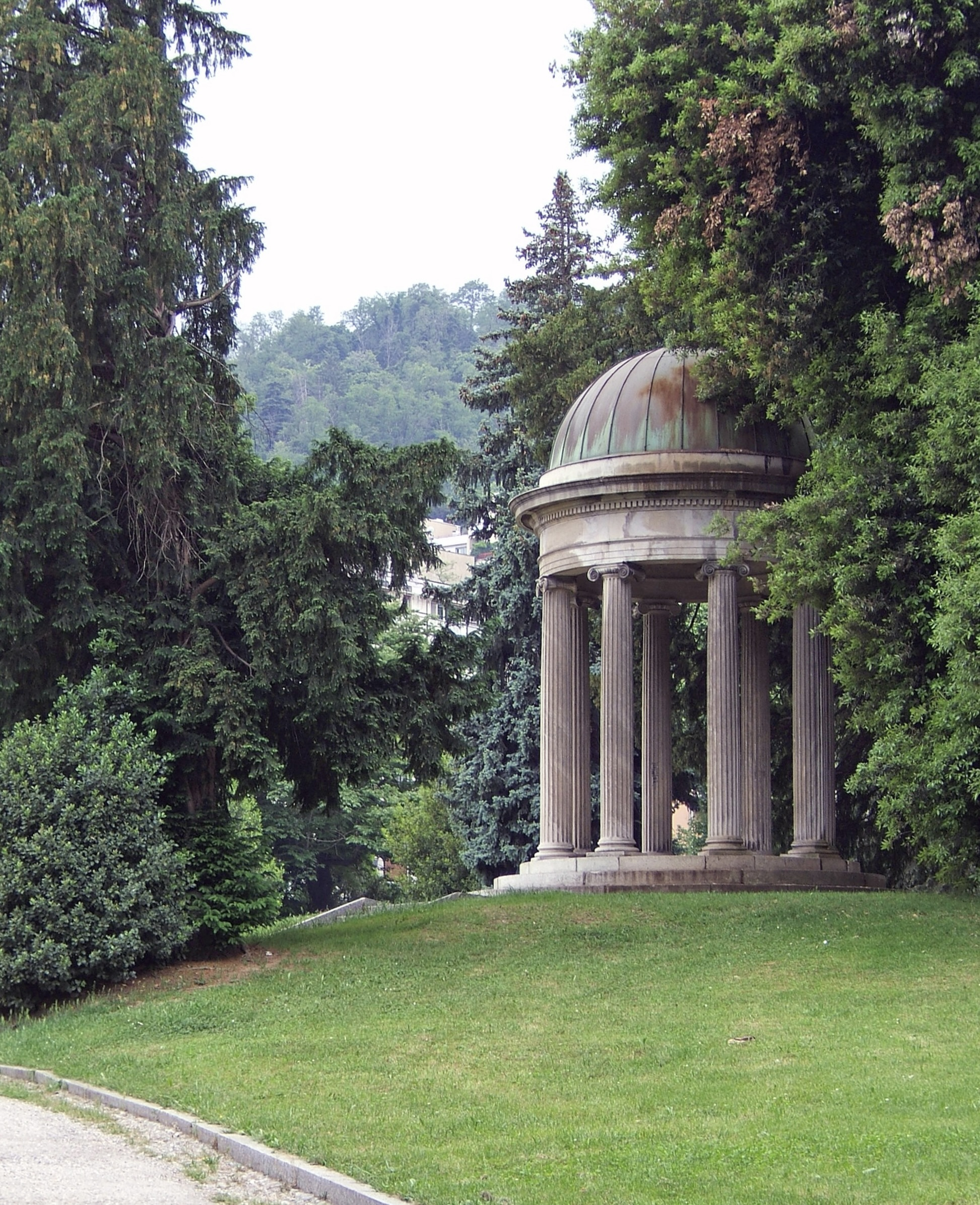
Le Monopteros du parc de la villa Olmo de Côme.
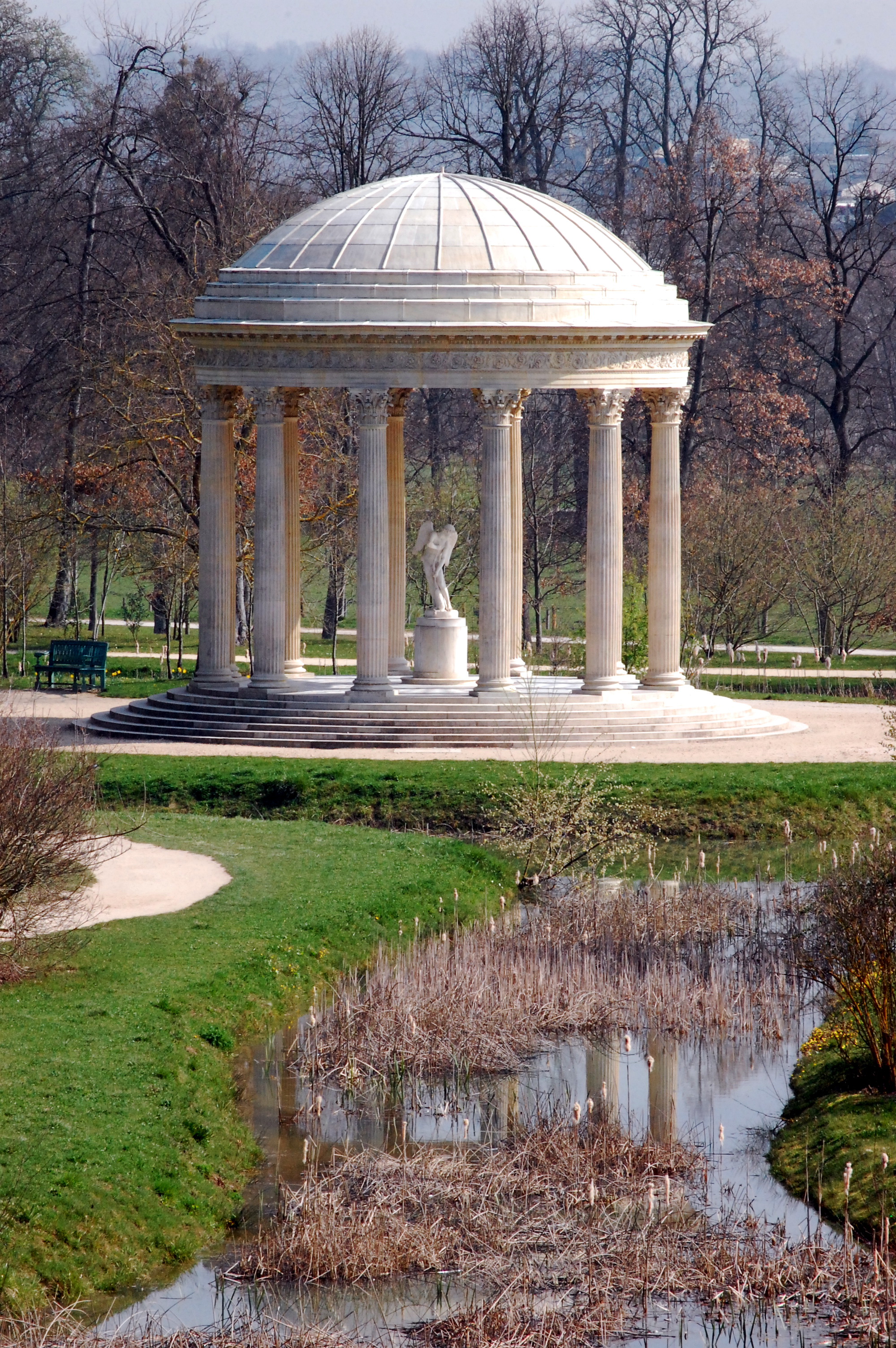
Temple de l'Amour au Petit Trianon, parc de Versailles.
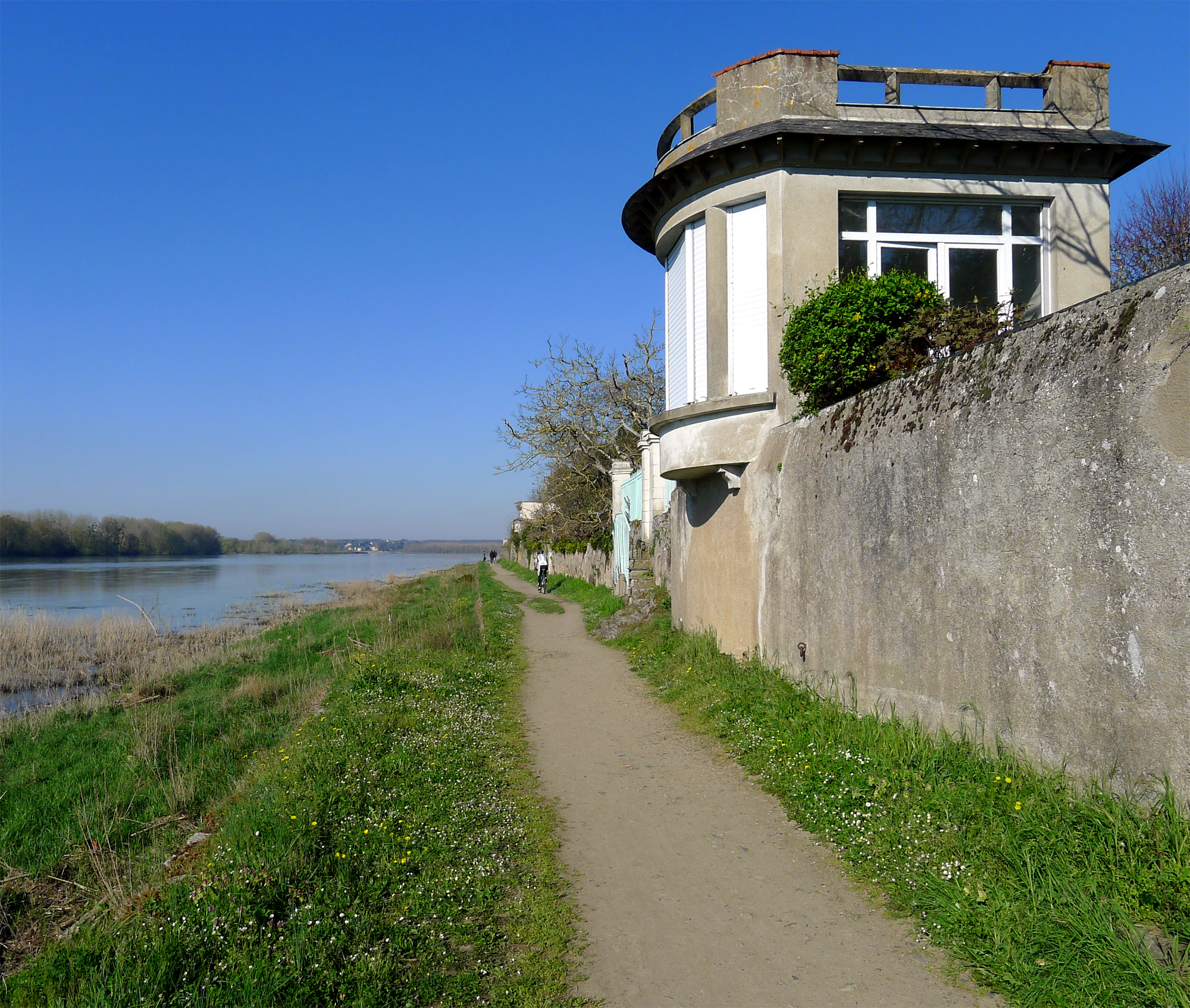
« Gloriette », le long de la Loire (Sainte-Gemmes-sur-Loire, Maine-et-Loire).
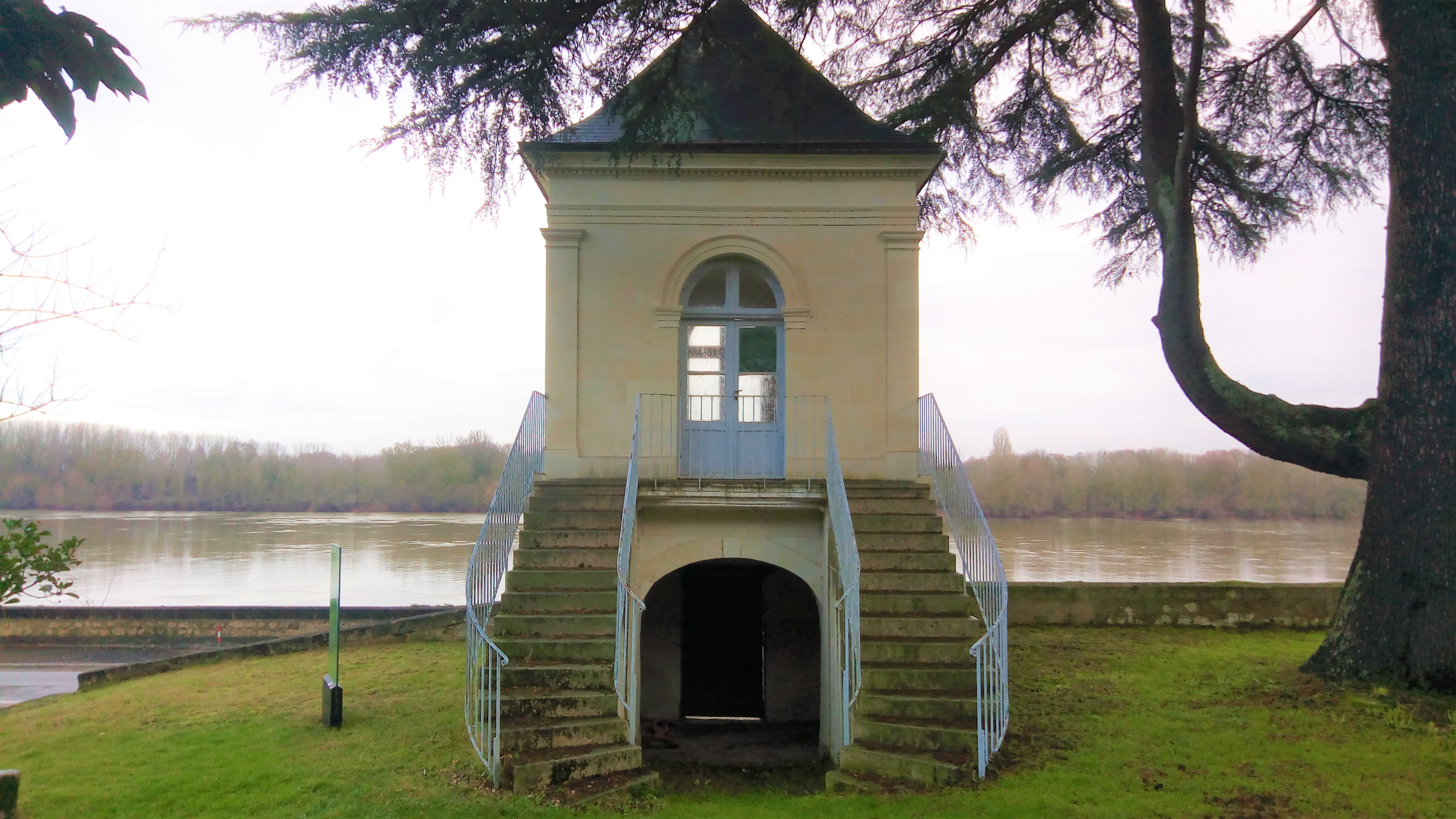
Gloriette du château de Montsoreau avec vue sur la Loire en arrière-plan.